# いさぶよう
いさぶよう（伊三舞踊、ISABUYO）は、いさぶろう（小山正師）が和楽器の楽曲に伝統的な日本舞踊の基本をベースに創作した舞踊である。
大勢で群をなして交差する計算された動きが特徴で、機敏なリズムと日本の舞踊独特な呼吸の間（ま）を演者が掛け声で演出された現代の日本舞踊。
演目は、多数あり、日本の地域民族文化の舞踊を題材にしていることも大きな特徴である。
いさぶようを踊る、踊り手は25歳までの女性であることも大きな特徴で、若さあふれる表現力が初々しさと懸命さで日本の踊りを表現させることが現代の日本舞踊と呼ばれる由縁である。